# Wén cinese

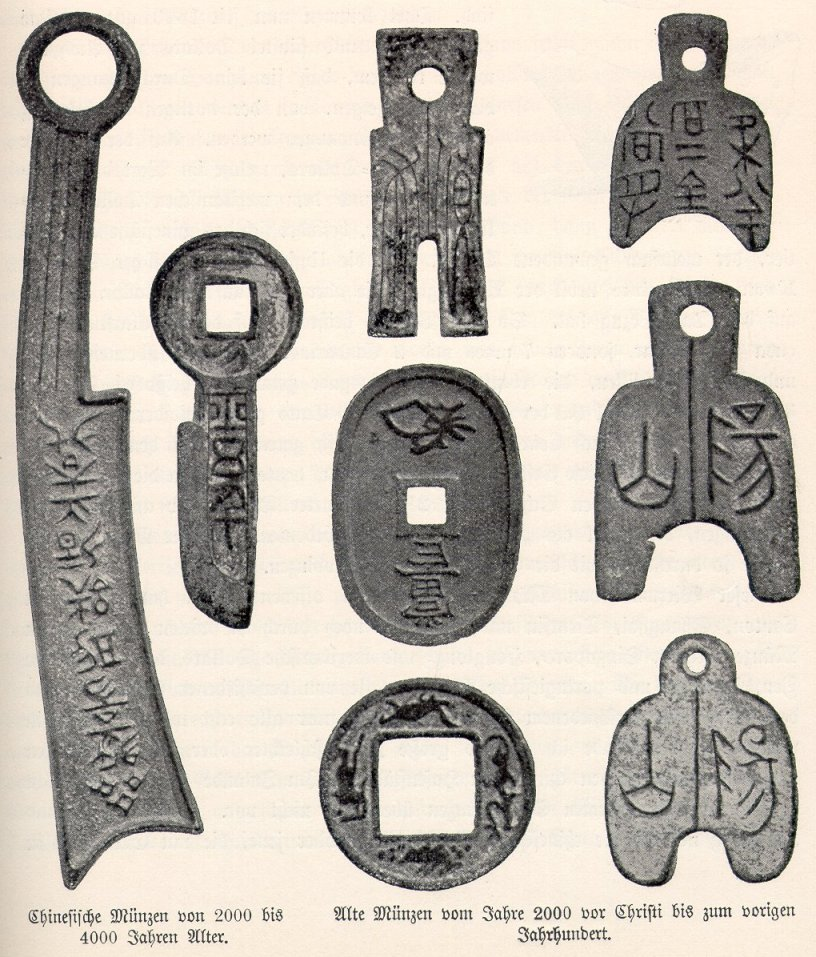
Varie forme di antichi wén cinesi.

Il wén (caratteri cinesi tradizionali: 文, inglese: cash) è stata la  moneta della Cina dal VI secolo a.C. fino al 1889 ed è continuato a circolare fino al XX secolo.

## Terminologia
Queste monete furono chiamate "cash" dagli esploratori inglesi.  Il termine derivava dalla parola tamil kāsu, un'unità monetaria dell'India meridionale. La parola inglese "cash", nel significato di "contante", è una parola più vecchia che deriva dal medio francese caisse (cassa)..

## Produzione
Tradizionalmente le monete cash erano fuse in rame, ottone o ferro.  Alla metà del XIX secolo, le monete erano fatte per 3 parti di rame e 2 parti di piombo. Monete fuse d'argento furono prodotte periodicamente ma sono considerevolmente più rare. Esistono anche monete fuse d'oro ma sono estremamente rare.

## Storia

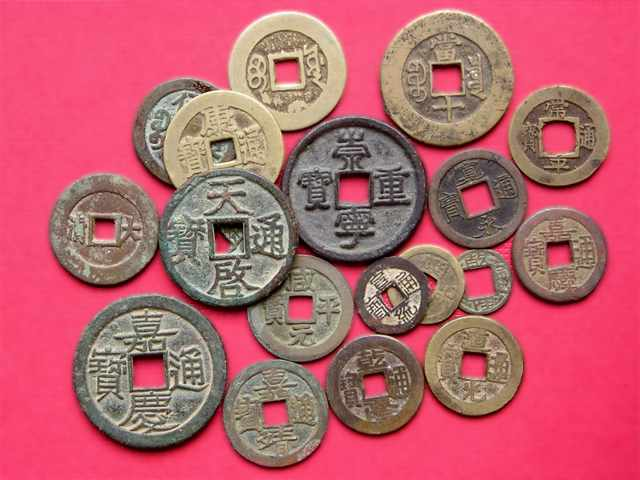
Monete cash della Cina (dalla dinastia Song alla dinastia Qing), del Giappone e della Corea

Tradizionalmente le monete cinesi erano fuse in rame, ottone o ferro.  Alla metà dell'800, le monete erano costituite da 3 parti di rame e 2 parti di piombo. Monete fuse in argento venivano prodotte episodicamente ed erano comunque abbastanza rare. Monete fuse in oro sono conosciute ma sono estremamente rare.
Le monete prendevano varie forme come zappe e coltelli e sono quindi note come monete-zappa e monete coltello.  La forma più comune era circa circolare con un foro tondo o quadrato al centro. Il foro permetteva di infilare assieme le monete per creare insiemi di maggior valore, come veniva frequentemente fatto con le monete di minor valore.
Le prime monete coreane e  giapponesi, il mun coreano ed il mon giapponese, derivavano dal wén.  Nel 1695, lo shogunato mise il carattere giapponese gen (元), che significa "yuan" sul dritto delle monete di rame.

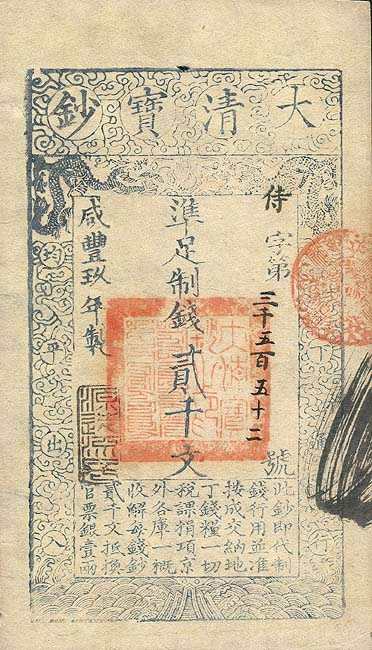
Banconota da 2000 wén (1859)

La prima cartamoneta del mondo, emessa in Cina tra il VII e il XV secolo era denominata in wén. Le banconote recavano la rappresentazione di monete, a volte in collane di dieci. Le banconote della dinastia Yuan subirono un'iperinflazione a causa della eccessiva produzione senza una sufficiente copertura di monete e furono ritirate. La carta monete riapparve nel XIX secolo.
Nel XIX secolo monete straniere iniziarono a circolare in grande quantità in Cina, in particolare monete d'argento come il peso messicano. Nel 1889 in Cina si diffuse il yuan e le sue frazioni. Uno yuan valeva 1000 yén.
In Corea, Giappone e Vietnam furono coniate monete cash di rame nella seconda parte del secondo millennio, in tutto simili a quelle usate in Cina.
Gli ultimi cash cinesi furono battuti, non fusi, durante il regno dell'imperatore Qing Pu Yi, poco prima della caduta dell'impero nel 1911.  La moneta fu usata non  ufficialmente in Cina fino alla metà del XX secolo. Il cash vietnamita, van fu coniato fino al 1933.

## Legende e denominazioni

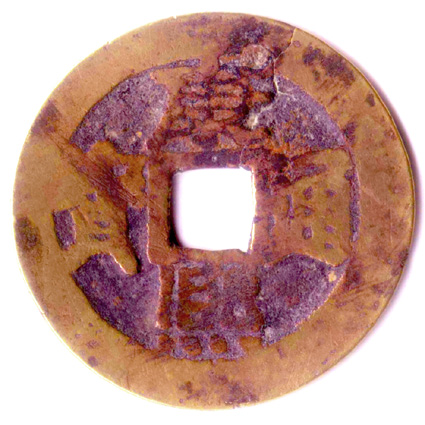
Antica moneta cinese fusa durante il regno dell'imperatore Kangxi (1654–1722) della dinastia Qing

Le prime denominazioni standard con le monete cash erano teoricamente basate sul peso della monete, in questo modo:
- 100 grani di miglio = 1 zhū (銖)
- 24 zhū = 1 tael (liǎng 兩)

Le denominazioni più comuni erano le monete da ½ tael (bànliǎng 半兩) e i 5 zhū (wǔ zhū 五銖), e quest'ultima era la più comune nella storia cinese.
Nel 666 entrò in uso un nuovo sistema di pesi con lo zhū che fu sostituito dal mace (qián) e con 10 mace uguali a un tael.  Le denominazioni in mace erano così onnipresente che la parola cinese qián cominciò ad essere usata per indicare genericamente il danaro.  Anche altre unità di misura cinesi tradizionali, frazioni minori del tael, furono usate come tagli per le monete cash.
La maggior parte delle monete cash non presenta una denominazione specifica, ma solo il niánhào (nome dell'era) dell'imperatore e una frase come tōngbǎo (通寶) nel significato di "valuta generale" o zhòngbǎo (重寶) nel significato di "valuta pesante."
Le monete della dinastia Qing (1644–1911) generalmente avevano il niánhào dell'imperatore e tōngbǎo al dritto mentre al rovescio avevano la localizzazione della zecca che aveva fuso la moneta in mancese e cinese.